# NDD Rio de Janeiro (G-31)
O NDD Rio de Janeiro foi um navio de desembarque de doca da Classe Ceará, da Marinha do Brasil. Foi descomissionado em 15 de junho de 2012.

## Origem do nome
O nome Rio de Janeiro, homenageia o estado e a cidade brasileira de mesmo nome. Em seu Brasão vê-se um golfinho, mamífero aquático muito encontrado na área da Baía de Guanabara e na boca da barra do Rio de Janeiro.
Este é o quarto navio da Marinha brasileira a utilizar este nome. Os outros barcos foram: Encouraçado Rio de Janeiro (1866) e o submarino S Rio de Janeiro (S-13) 1945.

## Construção
Construído pelo estaleiro americano Ingalls Shipbuilding, em Pascagoula, Mississippi, foi lançado ao mar em 20 de janeiro de 1956. Serviu a Marinha americana no período de 24 de agosto de 1956 a  28 de setembro de 1989, com o nome de USS Alamo.
Este é um dos dois navios da Classe Thomaston, adquiridos da Marinha dos Estados Unidos. Foi incorporado a Marinha do Brasil em  21 de novembro de 1990.